# Hamzali
Hamzali (macedónul: Хамзали) település Észak-Macedóniában, a Délkeleti körzet Boszilovói járásában.

## Népesség
2002-ben 22 lakosa volt, akik közül 12 macedón, 8 török és 2 szerb.